# Linea dei Tobleroni

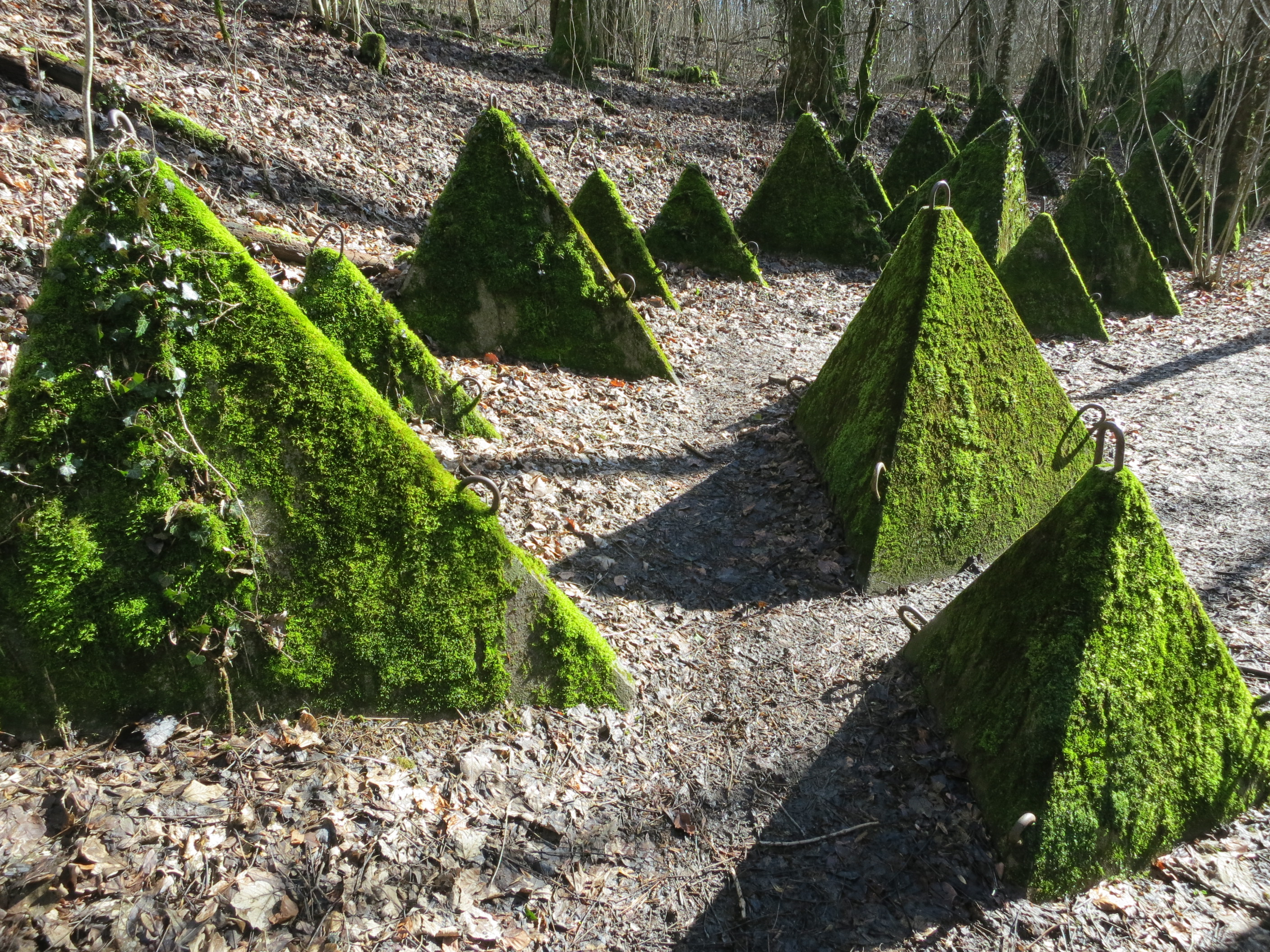
Alcuni denti di drago della linea dei Tobleroni situati nei pressi del fiume Sarina.

La linea dei Tobleroni è una linea difensiva lunga circa 10 km costituita da fortificazioni a "denti di drago" costruite durante la seconda guerra mondiale tra Bassins e Prangins, nel Canton Vaud, in Svizzera. Ufficialmente nota come linea fortificata della Promenthouse, dal nome del vicino fiume di cui segue in parte il percorso, tale costruzione è stata così battezzata dagli abitanti della regione in associazione con il Toblerone, la nota barretta di cioccolato svizzero, la cui iconica forma piramidale, ispirata a sua volta a quella del monte Cervino, ricorda quella della linea difensiva. 

## Storia

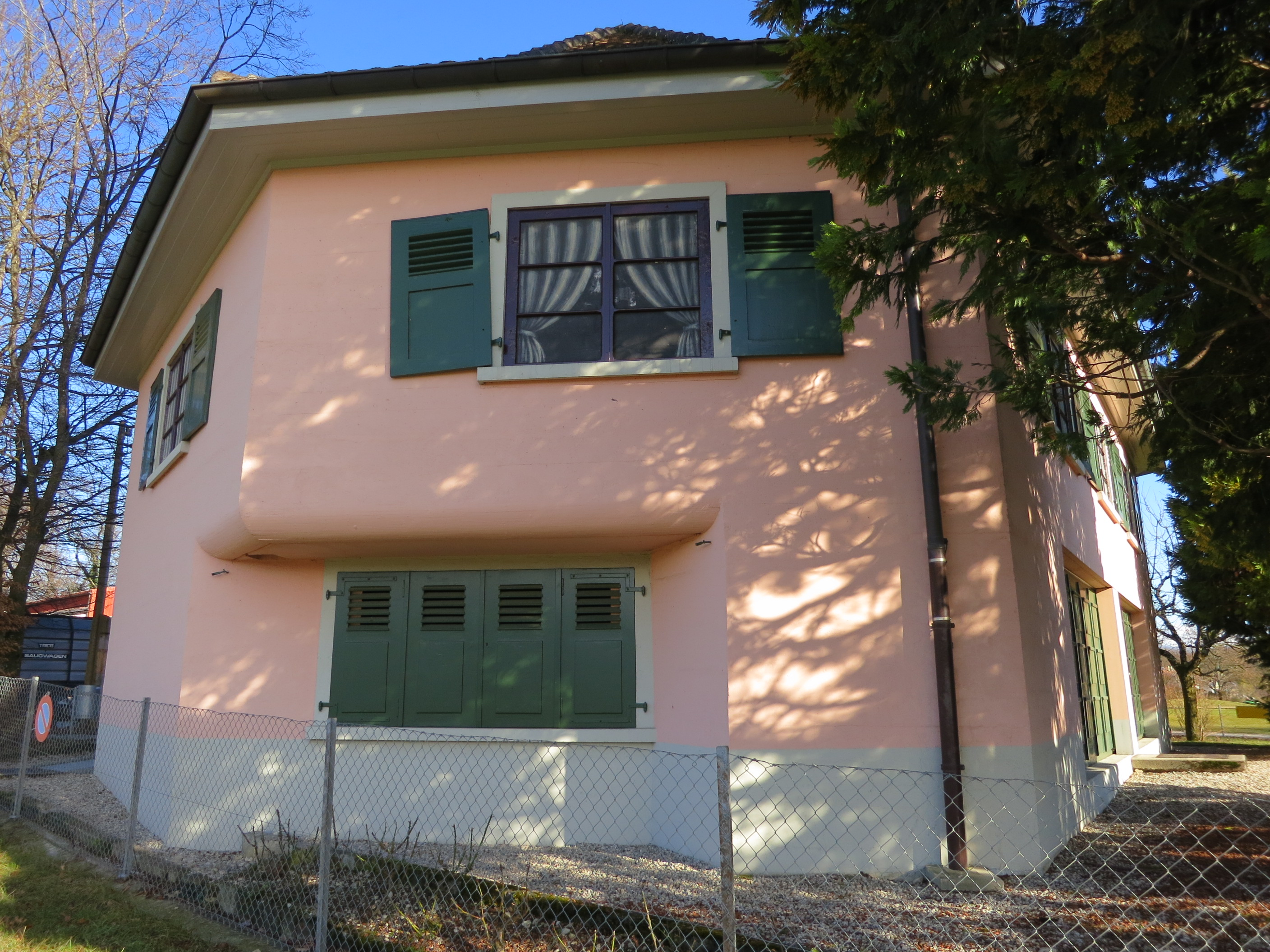
Il bunker "Villa Rose" oggi.

Realizzata con circa 2 700 blocchi di cemento da 9 tonnellate, la linea dei Tobleroni fu realizzata tra il 1937 e il 1941, all'insorgere della minaccia tedesca, con lo scopo fermare un'eventuale avanzata di carri armati da ovest. La linea, la cui costruzione iniziò con l'interramento di binari ferroviari a rinforzo degli argini del corso d'acqua a cui furono poi ancorati i denti di drago a partire dal 1940, era protetta da diciassette punti fortificati dotati di mitragliatrici e in alcuni casi di cannoni anticarro, il più noto dei quali è "Villa Rose", un bunker camuffato da casa situato a Gland, che furono realizzati a partire dal 1939.
Agli inizi degli anni 2000, è stato deciso di realizzare un sentiero pedonale, il "sentiero dei Tobleroni", lungo 17 chilometri che segue il percorso della linea, la quale, grazie anche agli sforzi dell'Association de la ligne fortifiée de la Promenthouse, costituita nel 1996, è stata conservata intatta come testimonianza del periodo bellico. Nel 2006, la già citata "Villa Rose" è stata trasformata in un museo aperto al pubblico.